# Diethelm Stehr
Diethelm Stehr  (* 21. April 1945) ist ein Hamburger Politiker der CDU.

## Leben
Nach dem Abitur auf einem Gymnasium folgte für Stehr der Wehrdienst und ein Studium der Physik an der Universität Hamburg. Er arbeitet von 1976 bis 1982 im GKSS-Forschungszentrum. Es folgte eine Promotion an der Helmut-Schmidt-Universität Hamburg. Danach war er als Gutachter für Strahlenschutz und Radioökologie beim TÜV Nord e. V. angestellt. Heute ist er Lehrbeauftragter für Strahlenschutz an der Helmut-Schmidt-Universität.

## Politik
Er saß von 1970 bis 2001 in der Bezirksversammlung Harburg. Von 1989 bis 1997 war er Deputierter der Umweltbehörde. Zudem ist er Mitglied im Landesvorstand der CDU Hamburg.
Seit dem 10. Oktober 2001 ist er Mitglied der Hamburgischen Bürgerschaft. Dort sitzt er für seine Fraktion im Stadtentwicklungsausschuss und Wissenschaftsausschuss. Er ist Fachsprecher für Landwirtschaft.

## Schriften
- Laserspektroskopische Isotopenanalyse an Krypton-Gasentladungslinien im blauen Spektralbereich. (GKSS-Forschungszentrum Geesthacht GmbH), zugleich Dissertation an der Universität der Bundeswehr Hamburg 1994, Geesthacht 1996.